# パロス県

パロス県
Περιφερειακή ενότητα Πάρου測地系: 北緯37度05分 東経25度10分 / 北緯37.083度 東経25.167度座標: 北緯37度05分 東経25度10分 / 北緯37.083度 東経25.167度

パロス県（パロスけん、Περιφερειακή ενότητα Πάρου）は、ギリシャ共和国の南エーゲ地方を構成する行政区（ペリフェリアキ・エノティタ）のひとつ。キクラデス諸島のパロス島（Πάρος / Paros）などの島々からなる。

## 地理
キクラデス諸島の南部に位置する、パロス島などの島々からなる。

## 行政区画

旧キクラデス県の自治体

### 市（ディモス）
パロス県は、以下の自治体（ディモス、市）から構成される。面積の単位はkm²、人口は2001年国勢調査時点。
|    | 自治体名       | 綴り      | 政庁所在地     | 面積  | 人口   |
| -- | -------------- | --------- | -------------- | ----- | ------ |
| 5  | アンディパロス | Αντίπαρος | アンディパロス | 45.2  | 1,037  |
| 14 | パロス         | Πάτμος    | パロス (en)    | 196.3 | 12,853 |

### 旧自治体（ディモティキ・エノティタ）

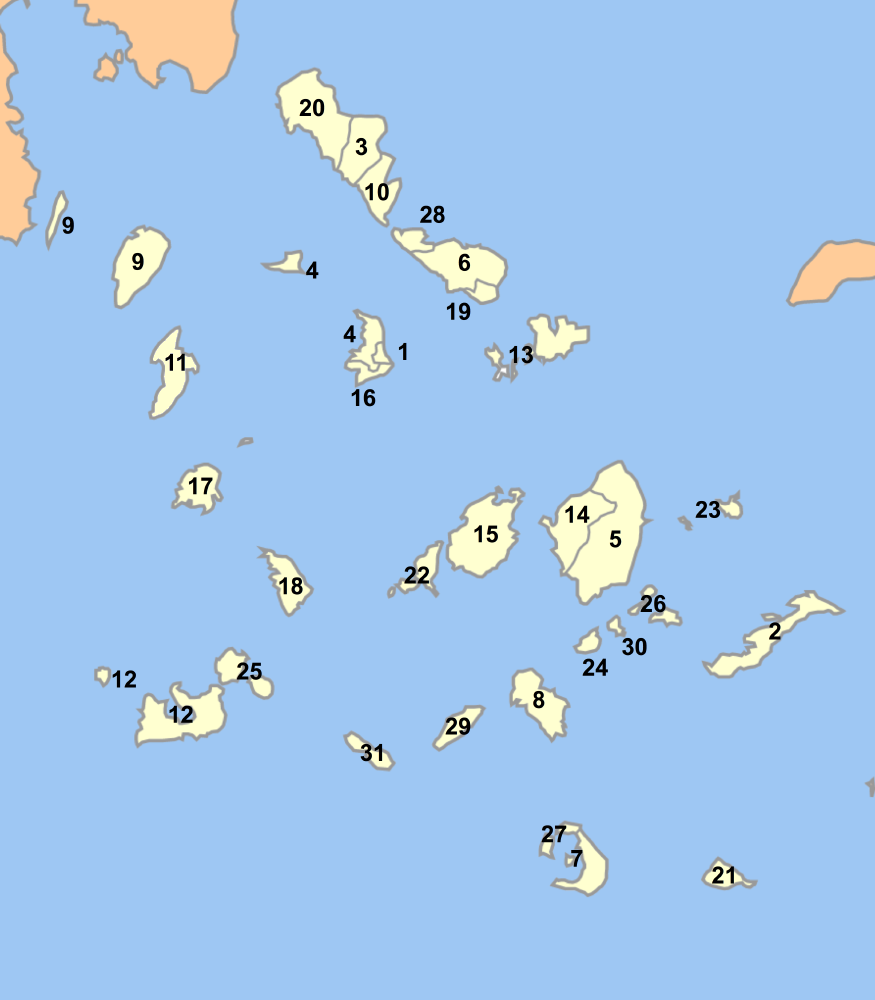
旧キクラデス県の旧自治体（1999年 - 2010年）

現在のパロス県の地域は、かつて広域自治体（ノモス）であるキクラデス県に属していた。カリクラティス改革（2011年1月施行）にともないノモスは廃止され、その県域は分割されて行政区（ペリフェリアキ・エノティタ）としてのパロス県が成立した。旧自治体は新自治体（ディモス）を構成する行政区（ディモティキ・エノティタ）となっている。
下表の番号は右図と対応している。「旧自治体名」欄で※印を付したものはキノティタ、それ以外はディモス。「政庁所在地」欄で太字になっているものは、新自治体の政庁所在地となったものを示す。
|    | 旧自治体         | 綴り      | 政庁所在地     | 新自治体       |
| -- | ---------------- | --------- | -------------- | -------------- |
| 15 | パロス           | Πάρος     | パロス         | パロス         |
| 22 | アンディパロス ※ | Αντίπαρος | アンディパロス | アンディパロス |

- Διοικητική διαίρεση νομού Κυκλάδων - キクラデス県の自治体・集落一覧（1999年 - 2010年）